# Рафаель Інклан
Рафаель Хіменес Інклан (ісп. Rafael Jiménez Inclán; нар. 22 лютого 1941, Мерида, Юкатан) — мексиканський актор театру, кіно та телебачення.

## Життєпис
Народився 22 лютого 1941 році у місті Мерида, штат Юкатан, в родині Альфонсо Хіменеса і Глорії Алісії Інклан, акторки. Його тітка — акторка Лілі Інклан (1918—2003). Його двоюрідні брати — актори Рауль «Чофоро» Паділья (1940—2013), Альфонсо Саяс (1941—2021) та Альфонсо Обрегон (1960).
2004 року нагороджений премією Арієль як найкращий актор за роль Гойо у гангстерському фільмі «Нікотин» з Дієго Луна в головній ролі.
2013 року удостоєний премії Bravo як найкращий актор за роль у постановці «Made in México» Серхіо Габріеля, де його партнерами були Хуан Феррара, Сокорро Бонілья та Росіо Банкельс. Наступного року ця ж роль принесла йому премію Мексиканської асоціації театральних критиків (ACPT) також як найкращому акторові.

## Вибрана фільмографія
| Рік       |   | Українська назва                 | Оригінальна назва                    | Роль                                   |
| --------- | - | -------------------------------- | ------------------------------------ | -------------------------------------- |
| 1969      | ф | Шльондри                         | Las golfas                           | проповідник                            |
| 1970      | ф | Юніори                           | Los juniors                          | репортер                               |
| 1979      | ф | День вбивці                      | Day of the Assassin                  | -                                      |
| 1983      | ф | Театр Фоллі                      | Teatro Follies                       | Хуліо                                  |
| 1983      | ф | День друзів                      | El día del compadre                  | Тіто                                   |
| 1984      | ф | Схрещені ноги                    | Piernas cruzadas                     | Пепе                                   |
| 1984      | ф | Песеро                           | Los peseros                          | Педро                                  |
| 1984      | ф | Продавець лотерейних білетів     | El billetero                         | -                                      |
| 1985      | с | Прожити ще трохи                 | Vivir un poco                        | Філогоніо Льянос дель Торо (Марабунта) |
| 1986      | ф | Жорстока людина                  | Un hombre violento                   | Чарлі                                  |
| 1986      | с | Гора страждання                  | Monte Calvario                       | Армандо                                |
| 1987      | с | Дика роза                        | Rosa salvaje                         | поліцейський агент                     |
| 1989—1990 | с | Просто Марія                     | Simplemente María                    | дон Чема                               |
| 1991      | с | Пустотлива мрійниця              | La pícara soñadora                   | Каміло Лопес                           |
| 1996—1997 | с | Моя кохана Ісабель               | Mi querida Isabel                    | Пантелеон                              |
| 1997—1998 | с | Пустунка                         | Mi pequeña traviesa                  | Марсело                                |
| 1998      | ф | Євангеліє чудес                  | El evangelie de las maravillas       | -                                      |
| 1998—1999 | с | Каміла                           | Camila                               | Луїс Лавальє                           |
| 1999      | ф | Полковнику ніхто не пише         | El coronel no tiene quien le escriba | падре Анхель                           |
| 1999      | с | Жінка, випадки з реального життя | Mujer, casos de la vida real         | 1 епізод                               |
| 2000      | с | Рамона                           | Ramona                               | Хуан Каніто                            |
| 2000      | ф | Біда всіх чоловіків              | La perdición de los hombres          | другий чоловік                         |
| 2002—2003 | с | Клас 406                         | Clase 406                            | дон Езекієль Куерво Домінгес           |
| 2003      | ф | Нікотин                          | Nicotina                             | Гойо                                   |
| 2005      | с | Бунтарі                          | Rebelde                              | Гільєрмо Васкес (Нік)                  |
| 2006      | ф | Алебастрова жінка                | Contracorriente                      | Еміліано                               |
| 2007      | с | Чисте кохання                    | Destilando amor                      | Ісідро Кордейро                        |
| 2007      | с | Пристрасть                       | Pasión                               | Пірат                                  |
| 2008—2009 | с | Залізна душа                     | Alma de hierro                       | Ігнасіо Ієрро Сандоваль                |
| 2010      | с | Дівчинка мого серця              | Niña de mi corazón                   | Вітторіо Конті                         |
| 2013      | с | Непокірне серце                  | Corazón indomable                    | дон Ігнасіо                            |
| 2014      | ф | Дочка Монтесуми                  | La hija de Montezuma                 | Монтесума                              |
| 2014—2015 | с | Моє серце твоє                   | Mi corazón es tuyo                   | Ніколас Ласкураїн                      |
| 2017—2019 | с | Мій чоловік має сім’ю            | Mi marido tiene familia              | Еухеніо Корсега                        |
| 2022      | с | Спадщина                         | La herencia                          | дон Агустін Крус                       |
| 2022      | с | Кабо                             | Cabo                                 | Альфонсо Чавес (Пончо)                 |
| 2023—2024 | с | Прокляття                        | El maleficio                         | Даріо Санабрія                         |

## Нагороди та номінації
Арієль
- 1983 — Номінація на найкращого актора другого плану (Схрещені ноги).
- 1999 — Номінація на найкращого актора другого плану (Євангеліє чудес).
- 2004 — Найкращий актор (Нікотин).

TVyNovelas Awards
- 1986 — Номінація на найкращу роль у виконанні заслуженого актора (Прожити ще трохи).
- 1992 — Найкращий актор другого плану (Пустотлива мрійниця).
- 2003 — Найкращий актор другого плану (Клас 406).
- 2006 — Номінація на найкращого актора другого плану (Бунтарі).
- 2009 — Номінація на найкращу роль у виконанні заслуженого актора (Залізна душа).
- 2018 — Номінація на найкращого актора другого плану (Мій чоловік має сім’ю).
- 2019 — Номінація на найкращу роль у виконанні заслуженого актора (Мій чоловік має сім’ю).

ACE Awards
- 2003 — Номінація на найкращого актора другого плану (Залізна душа).

TV Adicto Golden Awards
- 2018 — Найкраща роль у виконанні заслуженого актора (Мій чоловік має сім’ю).